# Колючие рисовые хомячки
Колючие рисовые хомячки (лат. Neacomys) — род грызунов из подсемейства Sigmodontinae, обитающих в Южной Америке. Их насчитывается около десятка видов.
Колючие рисовые хомячки — относительно маленькие хомяки Нового Света, длина тела у них достигает от 6 до 10 сантиметров, хвост примерно такой же длины. Вес известен только для Neacomys guianae, этот вид весит около 20 граммов, а его шерсть состоит из колючек, колючих и мягких волос. Колючая шерсть обычна на спине, реже на боках и полностью отсутствует на животе. Цвет шерсти варьирует от рыжевато-коричневого до светло-коричневого, брюшко более светлое, преимущественно беловатое.
Колючие рисовые хомячки обитают в Панаме и в Южной Америки вплоть до центральной Бразилии и Боливии. Они обитают преимущественно в лесах, иногда их также можно встретить в зарослях кустарников и даже возле полей.

## Систематика
Существует около десятка видов, около половины из которых были описаны совсем недавно.
- Neacomys amoenus[2] обитает на территории от восточного Перу над центральной Бразилией до Боливии.
- Колючий хомячок Дюбо (Neacomys dubosti) был описан в 2001 году. Вид обитает в Восточном Суринаме, Французской Гвиане и северо-востоке Бразилии (Амапа).
- Гвианский колючий хомячок (Neacomys guianae) родом из Венесуэлы, трех штатов Гвианы и северной Бразилии.
- Neacomys macedoruizi[3] встречается в центре Перу.
- Neacomys minutus встречается только в районе реки Джуруа в западной Бразилии. Вид был описан в 2000 году.
- Neacomys musseri также была впервые описана в 2000 году. Она также живет на реке Джуруа на юго-востоке Перу и западной Бразилии.
- Суринамский колючий хомячок (Neacomys paracou) распространена в Венесуэле, трех штатах Гвианы и на северо-востоке Бразилии. Впервые вид был описан в 2001 году.
- Пёстрый хомячок (Neacomys pictus) известна только из восточной Панамы.
- Neacomys rosalindae[3] обитает на северо-востоке Перу.
- Neacomys serranensis была описан в начале 2021 года и встречается на изолированном горном массиве в долине Рио-Магдалена на северо-западе Колумбии[4].
- Колючий хомячок (Neacomys spinosus) обитает в перуанской горной стране.
- Узколапый колючий хомячок (Neacomys tenuipes) родом из Колумбии и Венесуэлы.
- Neacomys vargasllosai[2] распространён от юга Перу до юга Боливии.

По данным МСОП, ни один из видов не находится под угрозой исчезновения, но самые недавно обнаруженные виды еще не внесены в список.
Колючие рисовые хомячки очень похожи на карликовых рисовых хомячков (Oligoryzomys), за исключением колючек, но генетические исследования показывают, что они более тесно связаны с горными рисовыми хомячками (Microryzomys).